# Boriya
Boriya (en népalais : बोरिया) est un comité de développement villageois du Népal situé dans le district de Saptari. Au recensement de 2011, il comptait 4 849 habitants.